# Salem, Alabama

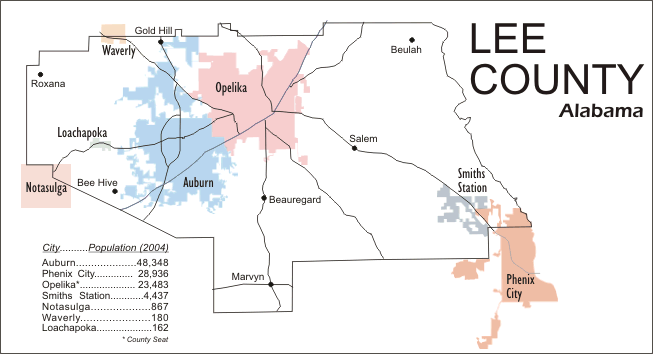
Salem, Alabama

Salem este un teritoriu neîncorporat care face parte din zona metropolitană Auburn, situat în comitatul Lee, statul Alabama, Statele Unite ale Americii.  Se găsește amplasat de-a lungul șoselei US Highway 280 între Opelika (care este și sediul comitatului Lee) și orașul Phenix City.